# Guillem Galceran de Cartellà
Guillem Galceran de Cartella (Hostoles, 1230 - 1306) fue el líder de los almogávares durante la conquista de Sicilia.
Tras dicha conquista, en la que participó junto a Roger de Lauria, Guillem Galceran de Cartellà fue llamado a defender el principado durante la Cruzada contra la Corona de Aragón, en la que el ejército cruzado fue derrotado y murió su líder, Felipe III de Francia.
Asegurado el territorio, tomó partido por Federico II de Sicilia en la Guerra de Sicilia, que se desarrolló en la isla fruto de la Paz de Anagni de 1295, por la que ésta volvía a manos de los Anjou, y en la que derrotaron al ejército de Roger de Lauria en la batalla de Cattanzaro. Este último volvió a la corte de Jaime el Justo y poco después derrotó al ejército de Carlos II de Anjou en la batalla de Galliano, y con Blasco de Alagó consiguió vencerlos nuevamente en la batalla de Mesina. Una vez firmada la paz por el Tratado de Caltabellota en 1302, regresó a Hostoles, mientras los almogávares formaban la Compañía Catalana de Oriente.
- Datos: Q9001275